# Planodema
Planodema är ett släkte av skalbaggar. Planodema ingår i familjen långhorningar.

## Dottertaxa tillPlanodema, i alfabetisk ordning[1]
- Planodema albopicta
- Planodema alboreticulata
- Planodema albosternalis
- Planodema andrei
- Planodema bimaculata
- Planodema bimaculatoides
- Planodema cantaloubei
- Planodema congoensis
- Planodema femorata
- Planodema ferreirai
- Planodema ferruginea
- Planodema flavosparsa
- Planodema freyi
- Planodema granulata
- Planodema griseolineata
- Planodema griseolineatoides
- Planodema leonensis
- Planodema mirei
- Planodema mourgliai
- Planodema multilineata
- Planodema namibiensis
- Planodema nigra
- Planodema nigrosparsa
- Planodema parascorta
- Planodema peraffinis
- Planodema rufosuturalis
- Planodema scorta
- Planodema senegalensis
- Planodema similis
- Planodema strandi
- Planodema unicolor